# Deutsch-Brodersdorf
Deutsch-Brodersdorf ist eine Ortschaft und in abweichender Schreibweise Deutsch Brodersdorf eine Katastralgemeinde in der Gemeinde Seibersdorf in Niederösterreich.

## Geografie
Der Ort befindet sich am westlichen Ufer der Leitha, über die eine Straßenverbindung nach Leithaprodersdorf besteht, das am gegenüberliegenden Ufer der Leitha liegt. 

## Geschichte
Die Besiedlung des Raumes, die bis in keltische Zeit zurückreicht, wurde vor allem von den Römern geprägt, von denen man Grabsteine, Schmuck, Waffen, Münzen, Gefäße, Ziegel und weitere Artefakte auffand. Der Ortsname deutet auf slawische Wurzeln, denn brody bezeichnet im Altslawischen eine Furt.
Der Ort wurde in den Jahren um 1260/80 erstmals urkundlich erwähnt, als das Gebiet zur ungarischen Herrschaft Hornstein gehörte. Später gelangte der Ort an die Habsburger und Kaiser Friedrich III. belehnte damit Georg von Pottendorf, der den Ort Georg von Haunfeld überließ, einen nahen Verwandten. In dieser Zeit entstand vermutlich im Südwesten eine erste Burganlage, die im 16. Jahrhundert durch die Freiherren von Windischgraetz erworben wurde. Das heutige Schloss entstand etwa um 1600.
Der Ort brannte während der Einfälle der Osmanen im Jahr 1683 und 1709 unter den Kuruzzen nieder. Die Kirche wurde 1783 zur Pfarre erhoben und in den Jahren 1792 bis 1794 zur Josephinischen Saalkirche ausgebaut und weiters wurde eine Schule errichtet. Im Jahr 1822 wurde der Ort als Dorf mit 75 Häusern genannt, das über eine Pfarre und eine Schule verfügte. Die Herrschaft Deutschbrodersdorf besaß die Ortsobrigkeit und besorgte die Konskription. Die Landgerichtsbarkeit wurde von der Herrschaft Seibersdorf ausgeübt. Die Untertanen und Grundholde des Ortes gehörten den Herrschaften Deutschbrodersdorf, Seibersdorf, Unterwaltersdorf und Pottendorf. Letzte Inhaber der Herrschaft Deutschbrodersdorf waren die Gebrüder Jakob, Josef und Wilhelm Edle von Well, Besitzer der Apotheke zum schwarzen Bären in Wien. Als Folge der Reformen 1848/1849 wurde die Allodialherrschaft aufgelöst.
Deutsch Brodersdorf wurde mit 1. Jänner 1972 mit Seibersdorf fusioniert.

## Kultur und Sehenswürdigkeiten
- Schloss Brodersdorf

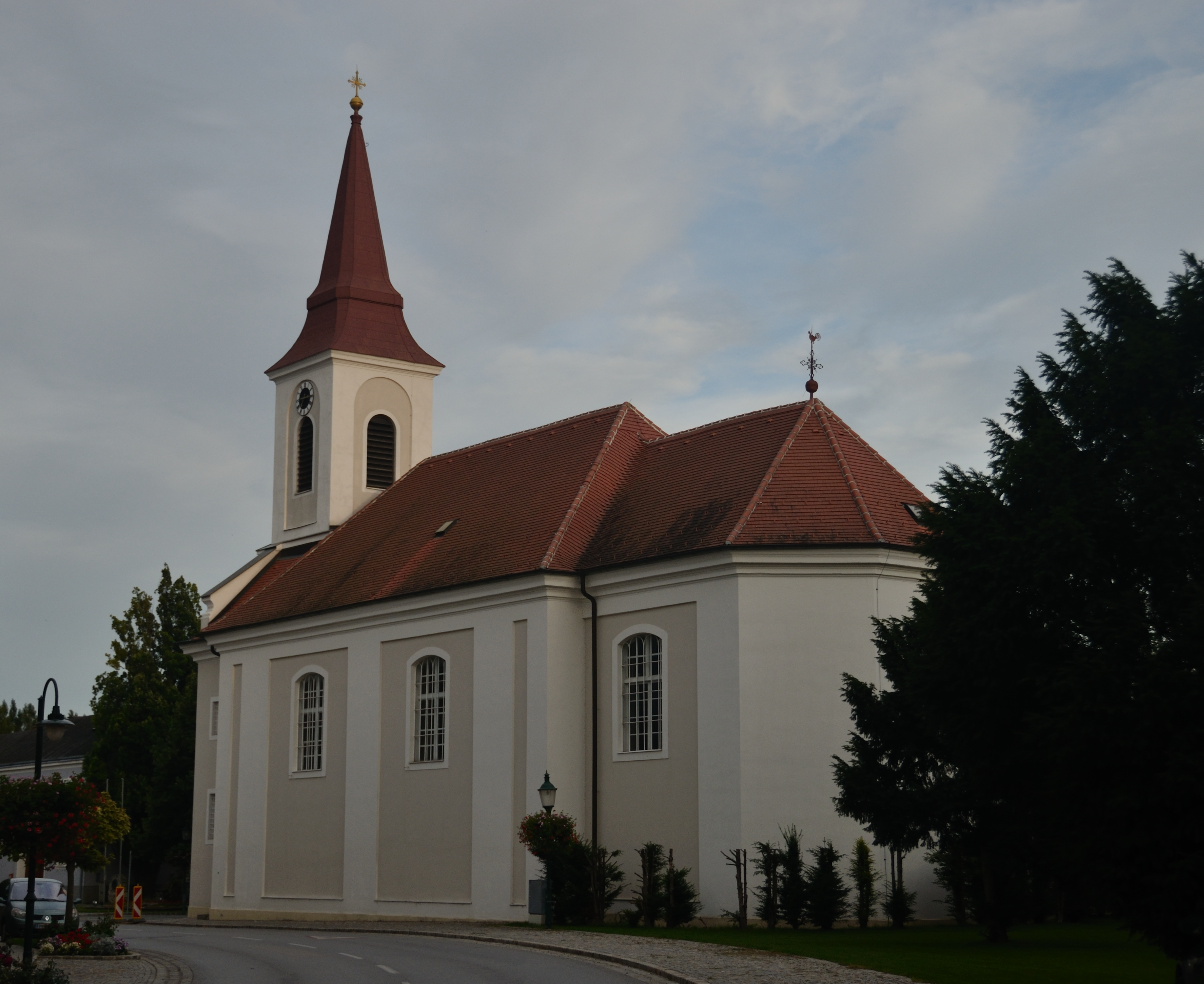
Pfarrkirche Deutsch-Brodersdorf

- Katholische Pfarrkirche Deutsch-Brodersdorf Hll. Philippus und Jakobus

## Persönlichkeiten
- Lilly Charlemont (1890–1981), Landschafts- und Porträtmalerin, verbrachte hier zahlreiche Sommer